# Sewon (Bantul)
Sewon ist ein Distrikt (Kecamatan) im Regierungsbezirk (Kabupaten) Bantul der Sonderregion Yogyakarta im Süden der Insel Java. Der Kecamatan liegt im nördlichen Zentrum des Kabupaten. Ende 2021 zählte er 100.872 Einwohner auf 28,26 km² Fläche.

## Geographie
Der Kecamatan Sewon hat folgende Kecamatan als Nachbarn (Reihenfolge im Uhrzeigersinn):
| Richtung0000 | Name Kec.   | Kabupaten       | Provinz |
| Norden       | Mantrijeron | Kota Yogyakarta | DIY*    |
| Nordosten    | Umbulharjo  | Kota Yogyakarta | DIY*    |
| Osten        | Banguntapan | Bantul          | DIY*    |
| Osten        | Pleret      | Bantul          | DIY*    |
| Südosten     | Jetis       | Bantul          | DIY*    |
| Südwesten    | Bantul      | Bantul          | DIY*    |
| Nordwesten   | Kasihan     | Bantul          | DIY*    |

* D.I.Yogyakarta

## Verwaltungsgliederung
Der Kecamatan (auch Kapanewon genannt) gliedert sich in vier ländliche Dörfer (Desa, auch Kalurahan genannt):
| PUM-Code 1    | Desa          | Fläche (km²) | Bevölkerung zur Volkszählung 2 | Bevölkerung zur Volkszählung 2 | Bevölkerung zur Volkszählung 2 | Bevölkerung zur Volkszählung 2 | Bevölkerung zur Volkszählung 2 | Bevölkerung zur Volkszählung 2 | Padu- kuhan 4 | RT 5 |
| PUM-Code 1    | Desa          | Fläche (km²) | 002000                         | 002010                         | Männer                         | Frauen                         | 002020                         | Dichte 3                       | Padu- kuhan 4 | RT 5 |
| ------------- | ------------- | ------------ | ------------------------------ | ------------------------------ | ------------------------------ | ------------------------------ | ------------------------------ | ------------------------------ | ------------- | ---- |
| 34.02.15.2001 | Pendowoharjo  | 6,98         | 18.309                         | 22.414                         | 12.045                         | 11.987                         | 24.032                         | 3.443,0                        | 16            | 94   |
| 34.02.15.2002 | Timbulharjo   | 7,78         | 17.694                         | 20.859                         | 11.798                         | 11.503                         | 23.301                         | 2.995,0                        | 16            | 122  |
| 34.02.15.2003 | Bangunharjo   | 6,79         | 23.019                         | 28.475                         | 14.623                         | 14.529                         | 29.152                         | 4.293,4                        | 17            | 127  |
| 34.02.15.2004 | Panggungharjo | 5,61         | 27.392                         | 32.620                         | 16.476                         | 16.413                         | 32.889                         | 5.862,6                        | 14            | 119  |
| 34.02.15      | Kec. Sewon    | 27,16        | 86.414                         | 104.368                        | 54.942                         | 54.432                         | 109.374                        | 4.027,0                        | 63            | 462  |

## Demographie
Grobeinteilung der Bevölkerung nach Altersgruppen (zum Zensus 2020)
| Altersgruppen | 00Männer | 00Frauen | zusammen |
| ------------- | -------- | -------- | -------- |
| 0 – 14        | 11.868   | 11.176   | 23.044   |
| 15 – 64       | 38.771   | 38.817   | 77.588   |
| 65+           | 4.303    | 4.439    | 8.742    |
| gesamt        | 54.942   | 54.432   | 109.374  |
| anteilig (%)  |          |          |          |
| 0 – 14        | 21,60    | 20,53    | 21,07    |
| 15 – 64       | 70,57    | 71,31    | 70,94    |
| 65+           | 7,83     | 8,16     | 7,99     |

### Bevölkerungsentwicklung
In den Ergebnissen der sieben Volkszählungen seit 1961 ist folgende Entwicklung ersichtlich:
| Einheit/Jahr     | 1961         | 1971         | 1980         | 1990         | 2000         | 2010         | 2020         |
| ---------------- | ------------ | ------------ | ------------ | ------------ | ------------ | ------------ | ------------ |
| Kec. Sewon       | 41.792       | 48.990       | 57.820       | 69.656       | 86.414       | 104.368      | 109.374      |
| Anteil in %      | 8,37         | 8,62         | 9,11         | 10,00        | 11,06        | 11,45        | 11,10        |
| Kab. Bantul      | 499.163      | 568.627      | 634.442      | 696.905      | 781.013      | 911.503      | 985.770      |
| Sonderregion DIY | 00 2.231.062 | 00 2.487.177 | 00 2.750.025 | 00 2.912.611 | 00 3.120.478 | 00 3.457.491 | 00 3.66.8719 |